# 1219 هـ
1219 هـ هي سنة في التقويم الهجري امتدت مقابلةً في التقويم الميلادي بين سنتي 1804 و1805.

## أحداث
- الإمام سعود بن عبد العزيز بن محمد يعين ابنه عبد الله بن سعود وليا للعهد ويعين خالد بن سعود نائبا ثانيا لولي العهد.